# Штыгашев, Пётр Тарасович
Пётр Тарасович Штыгашев (12 июля 1886 года, Верхний Матур, Российская империя, ныне Хакасия, Россия — 12 декабря 1943 года, Абакан, Хакасская автономная область, РСФСР) — хакасский поэт, педагог.

## Биография
Родился в семье хакасского охотника Тараса Матвеевича Штыгашева. Закончив церковно-приходскую школу в 1900 году, поступил в Бийское миссионерско-катехизаторское училище. С 1908 года работал учителем, затем директором Кандырлинской, Усть-Сосинской, Усть-Есинской школ. С 1930 года возглавлял Черногорское горно-промышленное училище, с 1939 года — депутат Черногорского совета депутатов трудящихся. Последние годы работал редактором в Хакасском книжном издательстве, был членом комиссии по подготовке учебников на хакасском языке.
С первых лет учительства записывал народные песни, легенды и предания. На их основе создавал оригинальные произведения («Батрак», 1917). Написал ряд произведений, посвященных современности. С 1927 года его стихи, песни публикуются в газетах, в сборниках хакасской поэзии. Критики отмечали его значительный вклад в становление и развитие духовной культуры хакасского народа, писали: «Повседневное, будничное входило в поэзию П. Штыгашева, утверждая силу нового, его жизнеспособность».
Оставил после себя много неопубликованных произведений.